# C'est la vie (album de Johnny Hallyday)
Pour les articles homonymes, voir C'est la vie.
Albums de Johnny Hallyday
Hamlet Solitudes à deux
Singles
1. Tant pis… C'est la vie
Sortie : 16 novembre 1977
2. J'ai oublié de vivre
Sortie : 1er février 1978

C'est la vie est le 23e album studio de Johnny Hallyday, sorti le 18 octobre 1977.
Enregistré à Boulogne-Billancourt au Studio 92, l'album est réalisé par Jacques Revaux.

## Histoire
« C'est la vie », avec ses hauts, avec ses bas et en cet automne 1977, la vie vue par Johnny Hallyday, cela ressemble au « trente sixième dessous, ».
Triste jour que ce 16 août, où le « King » meurt. Elvis Presley c'est celui qui a montré le chemin, c'est la révélation qui a scellé son destin...

À l'annonce de la mort d'Elvis, Johnny déclare : 

« Avec la mort d'Elvis Presley, c'est toute ma jeunesse qui meurt. Je n'ai aucune honte, encore maintenant à reconnaître m'être inspiré de lui. Le génie spontané n'existe pas. On s'inspire, puis on améliore. »

Presley rejoint au « Panthéon du rock » les nombreux destins trop tôt interrompus tels : Eddie Cochran, Gene Vincent, Buddy Holly… « Tant pis… c'est la vie ».
C'est précisément par là que commence l'album, par cette chanson Tans pis… c'est la vie (adaptée du titre C'est la vie, extrait de l'album Works Volume I d'Emerson, Lake and Palmer), où une fois encore on nous raconte l'histoire d'une rupture. Les amours brisés, Hallyday les a souvent chantés et sur bien des rythmes, mais rarement avec autant de tristesse et de gravité dans la voix.
C'est pas comme ça que tu l'oublieras est une chanson rock qui évoque l'errance alcoolisée d'un qui veut oublier celle qui… et d'un ami qui est là pour le clamer : 

« … C'est pas comme ça, qu'tu l'oublieras - viens on va faire la route à pied, on va marcher le nez dans ciel et on va rire à en pleurer et c'est seulement comme ça que tu… »

L'auteur, Gilles Thibaut, s'inspire de la chanson de Jacques Brel Jef, les paroles expriment le même désespoir, la même tristesse, seul le rythme diffère.
La croisière des souvenirs, c'est avec quelques années de plus Souvenirs, souvenirs qui aurait perdu toutes ses illusions. Avec ce titre, Hallyday évoque tous ces destins brisés sur la route du rock : 

« On va faire un tour sur le boulevard du Rock'n'roll / un clin clin d'œil à Gene et Be Bop a Lula - […] - et le rictus d'Elvis sera mon seul sourire - […] - la tête de mort aux yeux qui brillent c'est ça la croisière de mes souvenirs. »

C'est là que l'idole, face à lui-même redevient Un homme comme les autres : 

« Je ne suis pas qu'une photo qu'on accroche au mur / je ne suis pas ce Superman pour des aventures de cinéma / j'ai moi aussi envie de vivre libre au soleil / Moi aussi je vois briller les stars dans le ciel, les stars les vrais et leurs secrets… »

J'ai oublié de vivre chante-t-il alors, dans ce qui est l'unique tube de l'album ; un « méga » tube qui devient l'un de ses plus grand succès des années 1970.

Les mots de Je suis vraiment très bien tranchent comme des couteaux : 

« Tu t'en vas, pauvre fille cracher ton poison
je sais la morsure que fait le serpent
j'ai le cœur marqué de tes dents
au fond de ton regard l'envie de crever
va traîner au hasard ton ventre affamé
moi maintenant je suis bien ». »

Les filles du paradis, c'est la sortie du purgatoire vers le paradis, bien qu'avant de franchir le pas vers son éventuelle admission chez Saint-Pierre, on pose ses conditions : 

« Mon dieu j'arrive du purgatoire après deux siècles de repentis
où sont les filles du paradis ?
L'ange qui rigole derrière mon dos m'a pourtant dit
que pour m'être tenu à carreau, je verrai les plus belles filles du monde
Comment se fait-il qu'un de vos saint puisse ainsi sous vos yeux parjurés ?
Mais où sont les filles du paradis… »

À cette heure, le rock 'n' roll semble bien être la seule chose qui lui mette un peu de baume au cœur à ce « chanteur triste », alors il y retourne, telle une cure de jouvence et une fois encore le proclame « à tue tête » : 
« Le Rock'n'roll est né

Les enfants se sont réveillés

Quand la musique devient sauvage

Fini le temps des enfants sages. »

## Autour de l'album
- Référence originale : Philips 9120 245
- Référence CD (édition 2000) : 546 946-2

Il est extrait de l'album les 45 tours suivants:
- Promo Hors Commerce / Tant pis… c'est la vie - Les filles du paradis / sortie le 16 novembre 1977 / référence originale : 68337448
- C'est la vie - Au secours / sortie le 16 novembre 1977 / référence originale : 6172071
- J'ai oublié de vivre - Les filles du paradis / sortie le 1er février 1978 / référence originale : 6172092 / (existe sous 2 pochettes différentes).

Le CD (édition 2000) propose deux titres bonus : Le cœur en deux (Version longue 5 min 30 s) / Il neige sur Nashville.
Ces chansons paraissent en 45 tours le 13 avril 1977 / référence originale : 60422290 :
- Le cœur en deux (version courte 4 min 52 s / Pierre Billon - Jacques Revaux)
- Il neige sur Nashville / (Long Chris - Franck Langolff)

Pierre Billon écrit ici pour la première fois pour Johnny Hallyday. Il en est de même pour Franck Langolff et le choriste Éric Bamy.
Un homme comme les autres est la troisième chanson des quatre écrites par Pierre Delanoé pour Hallyday. Quant à Georges Aber, il demeurait absent de la « sphère Hallydéenne » depuis l'album Rêve et amour de 1968.
Deux musiques sont signées par l'ancien batteur de Johnny Hallyday Tommy Brown (sans qu'il soit possible d'affirmer si elles sont des compositions récentes, où de facture plus ancienne ?). Tommy Brown, qui a accompagné Johnny Hallyday sur scène à la batterie et à la direction d'orchestre (partagé avec le guitariste Mick Jones jusqu'au printemps 1971), de 1966 à 1974, meurt d'une tumeur au cerveau en 1978.
Le rock La Croisière des souvenirs évoque ses idoles disparus, Gene Vincent, Buddy Holly et Elvis Presley ; tandis que Le Rock'n'roll est né devient le thème générique de l'émission radio Music Story, série de Pierre Lescure sur Europe no 1 présenté par Dick Rivers.
Un titre issu des sessions d'enregistrements de l'album demeure toujours inédit : Rien qu'un homme.

## Les titres
| 1.  | Tant pis… c'est la vie (C'est la vie) (A)   | Georges Aber (adaptation)              | Greg Lake, Peter Sinfield | 4 min 17 s |
| 2.  | C'est pas comme ça que tu l'oublieras (A)   | Gilles Thibaut                         | Jacques Revaux            | 4 min 37 s |
| 3.  | Vivre (B)                                   | Daniel Seff                            | Richard Seff              | 3 min 30 s |
| 4.  | La croisière des souvenirs (Sea Cruise) (B) | Long Chris, Pierre Billon (adaptation) | Huey "Piano" Smith        | 3 min 02 s |
| 5.  | Un homme comme les autres (B)               | Pierre Delanoé                         | Pietro Felisatti          | 3 min 19 s |
| 6.  | Au secours (B)                              | Michel Mallory, Pierre Billon          | Tommy Brown               | 3 min 05 s |
| 7.  | J'ai oublié de vivre (A)                    | Pierre Billon                          | Jacques Revaux            | 4 min 42 s |
| 8.  | Les filles du paradis (A)                   | Patrick Larue                          | René Pratx                | 3 min 27 s |
| 9.  | Je suis vraiment très bien (B)              | Long Chris                             | Tommy Brown               | 3 min 42 s |
| 10. | Le rock'n'roll est né (C)                   | Long Chris                             | Éric Bamy                 | 2 min 36 s |

## Musiciens
- Orchestre de Roger Loubet : (A)
- Orchestre de Benoît Kaufman : (B)
- Orchestre de Jean-Marc Deutère : (C)

## Classements hebdomadaires
| Classement (2000) | Meilleure position |
| ----------------- | ------------------ |
| France (SNEP)     | 38                 |